# Liste der Naturdenkmale in Erlau (Sachsen)
Die Liste der Naturdenkmale in Erlau (Sachsen) nennt die Naturdenkmale in Erlau im sächsischen Landkreis Mittelsachsen.

## Definition
„Naturdenkmäler sind rechtsverbindlich festgesetzte Einzelschöpfungen der Natur oder entsprechende Flächen bis zu fünf Hektar, deren besonderer Schutz erforderlich ist
1. aus wissenschaftlichen, naturgeschichtlichen oder landeskundlichen Gründen oder
2. wegen ihrer Seltenheit, Eigenart oder Schönheit.“

„§ 18 – Naturdenkmäler – (zu § 28 BNatSchG)
(1) Die Erklärung nach § 22 Abs. 1 BNatSchG von Teilen von Natur und Landschaft als Naturdenkmal erfolgt durch Rechtsverordnung oder Einzelanordnung.
(2) Über § 28 Abs. 1 BNatSchG hinaus können Naturdenkmäler zur Sicherung von Lebensgemeinschaften oder Lebensstätten von im Bestand gefährdeten oder streng geschützten Arten festgesetzt werden.“

## Naturdenkmale
Link zu einem Kartenansichtstool, um Koordinaten zu setzen.
| Bild                          | Bezeichnung                             | Lage                                        | Beschreibung                        | Datum       | Nummer  |
| ----------------------------- | --------------------------------------- | ------------------------------------------- | ----------------------------------- | ----------- | ------- |
| mehr Fotos \| Fotos hochladen | Siegeseiche in Großmilkau               | Großmilkau (51° 2′ 8,5″ N, 12° 52′ 47,9″ O) | Eiche – Quercus                     | 28. 9. 2012 | ND 068  |
| mehr Fotos \| Fotos hochladen | Tulpenbaum in Kleinmilkau               | Kleinmilkau (51° 2′ 0,9″ N, 12° 53′ 9,5″ O) | Tulpenbaum – Lilidendron tulipifera | 28. 9. 2012 | ND 070  |
| mehr Fotos \| Fotos hochladen | Bismarck-Eiche                          | Erlau (51° 0′ 26,7″ N, 12° 55′ 20,5″ O)     | Eiche – Quercus robur               | 28. 9. 2012 | ND 121  |
| mehr Fotos \| Fotos hochladen | Luther-Eiche in Erlau                   | Erlau (51° 0′ 26″ N, 12° 55′ 52,7″ O)       | Eiche – Quercus                     | 28. 9. 2012 | ND 125  |
| mehr Fotos \| Fotos hochladen | Trockenhang und Feuchtgebiete am Aubach | Erlau (51° 2′ 35,5″ N, 12° 52′ 5,4″ O)      | FND                                 | 3. 6. 1994  | fg: 113 |
| BW                            | Groß-, Mittel-, Brauseteich in Naundorf | Naundorf (51° 1′ 10,1″ N, 12° 53′ 29,9″ O)  | FND                                 | 3. 6. 1994  | fg: 114 |
| BW                            | Erlenquellwald Nebe Erlau               | Erlau (50° 59′ 49,8″ N, 12° 56′ 7,2″ O)     | FND                                 | 3. 6. 1994  | fg: 156 |
| Fotos hochladen               | Erlauer Steinberg                       | Erlau (51° 0′ 34,9″ N, 12° 56′ 7,5″ O)      | FND                                 | 3. 6. 1994  | fg: 157 |